# محمد القنيعان
محمد عبد العزيز القنيعان (مواليد 9 يناير 1999) هو لاعب كرة قدم سعودي يلعب في نادي بوسوشيه البوسني.

## مسيرة اللاعب
مثل نادي الهلال ونادي النجوم ونادي الدرعية ونادي الجبلين ونادي الخليج ونادي الطائي و احترف في نادي بوسوشيه البوسني في عام 2024.

## وصلات خارجية
محمد القنيعان على موقع Soccerway.com (الإنجليزية)
- محمد القنيعان على موقع كووورة